# Cerrito de la Estancia
Cerrito de la Estancia är en ort i Mexiko.   Den ligger i kommunen Doctor Mora och delstaten Guanajuato, i den centrala delen av landet, 220 km nordväst om huvudstaden Mexico City. Cerrito de la Estancia ligger 2 134 meter över havet och antalet invånare är 258.
Terrängen runt Cerrito de la Estancia är platt åt nordväst, men åt sydost är den kuperad. Terrängen runt Cerrito de la Estancia sluttar västerut. Runt Cerrito de la Estancia är det ganska glesbefolkat, med 36 invånare per kvadratkilometer. Närmaste större samhälle är San José Iturbide, 14,2 km sydväst om Cerrito de la Estancia. Trakten runt Cerrito de la Estancia består i huvudsak av gräsmarker.